# Wichert Akkerman
Wichert Akkerman – holenderski programista, najbardziej znanym ze swojego wkładu w rozwój Debiana, dpkg oraz programów Plone i Strace.
Dwukrotnie został wybierany na Lidera Projektu Debian. Funkcję tę sprawował od stycznia 1999 do marca 2001, kiedy to zastąpił go Ben Collins. Pełnił także funkcję Sekretarza w Fundacji Software in the Public Interest.